# Cúp quốc gia Wales 1936–37
Cúp quốc gia Wales FAW 1936–37 là mùa giải thứ 56 của giải đấu bóng đá loại trực tiếp hàng năm dành cho các đội bóng ở Wales.

## Từ viết tắt
Tên giải đấu nằm sau tên các câu lạc bộ.
- B&DL - Birmingham & District League
- CCL - Cheshire County League
- FL D2 - Football League Second Division
- FL D3N - Football League Third Division North
- FL D3S - Football League Third Division South
- MWL - Mid-Wales Football League
- SFL - Southern Football League
- WLN - Welsh League North
- WLS D1 - Welsh League South Division One
- WLS D2E - Welsh League South Division Two East
- WLS D2W - Welsh League South Division Two West
- W&DL - Wrexham & District Amateur League

## Vòng Một
| Số thứ tự trận | Đội nhà                       | Tỉ số | Đội khách                     |
| -------------- | ----------------------------- | ----- | ----------------------------- |
| 1              | Pwllheli (WLN)                | 2–1   | Portmadog (WLN)               |
| 2              | Blaenau Ffestiniog (WLN)      | 10–0  | Penrhyn Quarry (WLN)          |
| 3              | Llandudno (WLN)               | 6–0   | Holyhead Town (WLN)           |
| 4              | Courtaulds Holywell           | 3–0   | Leeswood (W&DL)               |
| 5              | Flint Town (WLN)              | 1–1   | Buckley Town                  |
| đá lại         | Buckley Town                  | 2–0   | Flint Town (WLN)              |
| 6              | Coedpoeth (W&DL)              | 2–1   | Bala Town (W&DL)              |
| 7              | Llay United                   | 2–2   | Cross Street Gwersyllt (W&DL) |
| đá lại         | Cross Street Gwersyllt (W&DL) | 1–1   | Llay United                   |
| đá lại         | Llay United                   | 1–0   | Cross Street Gwersyllt (W&DL) |
| 8              | Llay Welfare (W&DL)           | 4–2   | Crosville Wrexham             |
| 9              | Caergwrle (W&DL)              | 4–1   | Gwersyllt (W&DL)              |
| 10             | Druids (W&DL)                 | 1–6   | Llanerch Celts (W&DL)         |
| 11             | Newtown (MWL)                 | 1–1   | Welshpool                     |
| đá lại         | Welshpool                     | 1–2   | Newtown (MWL)                 |
| 12             | Penrhiwceiber (WLS D1)        | 2–2   | Caerphilly United (WLS D2E)   |
| đá lại         | Caerphilly United (WLS D2E)   | 2–1   | Penrhiwceiber (WLS D1)        |
| 13             | Blaina                        | 2–1   | Pontymister                   |
| 14             | Haverfordwest (WLS D2W)       | 1–4   | Milford Haven (WLS D2W)       |
| 15             | Machynlleth (MWL)             | 1–5   | Llanidloes Town (MWL)         |
| 16             | Caersws (MWL)                 | 2–6   | Aberystwyth Town              |
| 17             | Tywyn (MWL)                   | 2–4   | Aberdovey (MWL)               |
| 18             | Rhayader (MWL)                | thắng | Llandrindod Wells             |

## Vòng Hai
Vòng này có sự tham gia của 18 đội thắng từ vòng Một cùng với Vron United và Ebbw Vale.
| Số thứ tự trận | Đội nhà                     | Tỉ số | Đội khách                   |
| -------------- | --------------------------- | ----- | --------------------------- |
| 1              | Pwllheli (WLN)              | 3–3   | Aberdovey (MWL)             |
| đá lại         | Aberdovey (MWL)             | 2–4   | Pwllheli (WLN)              |
| 2              | Buckley Town                | 2–2   | Courtaulds Holywell         |
| đá lại         | Courtaulds Holywell         | 3–3   | Buckley Town                |
| đá lại         | Buckley Town                | 4–1   | Courtaulds Holywell         |
| 3              | Llandudno (WLN)             | 2–0   | Blaenau Ffestiniog (WLN)    |
| 4              | Llay Welfare (W&DL)         | 2–1   | Llay United                 |
| 5              | Caergwrle (W&DL)            | 2–1   | Llanerch Celts (W&DL)       |
| 6              | Vron United (W&DL)          | 1–4   | Coedpoeth (W&DL)            |
| 7              | Aberystwyth Town            | 4–1   | Rhayader (MWL)              |
| 8              | Newtown (MWL)               | 0–1   | Llanidloes Town (MWL)       |
| 9              | Ebbw Vale                   | 3–3   | Blaina                      |
| đá lại         | Blaina                      | thắng | Ebbw Vale                   |
| 10             | Milford Haven (WLS D2W)     | 0–0   | Caerphilly United (WLS D2E) |
| đá lại         | Caerphilly United (WLS D2E) | 0–6   | Milford Haven (WLS D2W)     |

## Vòng Ba
Vòng này có sự tham gia của 10 đội thắng từ vòng Hai cùng với 20 đội bóng mới.
| Số thứ tự trận | Đội nhà                       | Tỉ số | Đội khách                |
| -------------- | ----------------------------- | ----- | ------------------------ |
| 1              | Bangor City (B&DL)            | 7–0   | Pwllheli (WLN)           |
| 2              | Llay Welfare (W&DL)           | 3–2   | Coedpoeth (W&DL)         |
| 3              | Buckley Town                  | 3–2   | Llandudno (WLN)          |
| 4              | Caergwrle (W&DL)              | 2–3   | Colwyn Bay               |
| 5              | Wellington Town (B&DL)        | 2–3   | Oswestry Town (B&DL)     |
| 6              | Kidderminster Harriers (B&DL) | thắng | Northwich Victoria (CCL) |
| 7              | Hereford United (B&DL)        | 4–0   | Worcester City (B&DL)    |
| 8              | Aberystwyth Town              | 2–2   | Llanidloes Town (MWL)    |
| đá lại         | Llanidloes Town (MWL)         | 1–2   | Aberystwyth Town         |
| 9              | Aberdare Town (WLS D1)        | 3–4   | Aberaman (WLS D1)        |
| 10             | Lovell's Athetic (WLS D1)     | 6–4   | Blaina                   |
| 11             | Cardiff Corinthians (WLS D1)  | 0–5   | Barry (WLS D1 & SFL)     |
| 12             | Llanelly (WLS D1)             | 4–2   | Milford Haven (WLS D2W)  |
| 13             | Caerau Athletic (WLS D1)      | 2–2   | Gelli Colliery           |
| đá lại         | Gelli Colliery                | 1–1   | Caerau Athletic (WLS D1) |
| đá lại         | Caerau Athletic (WLS D1)      | 4–5   | Gelli Colliery           |
| 14             | Troedyrhiw (WLS D1)           | 2–3   | Gwynfi Welfare (WLS D1)  |
| 15             | Caerphilly Town (WLS D1)      | 3–0*  | Porth United (WLS D1)    |
| đá lại         | Porth United (WLS D1)         | 4–1   | Caerphilly Town (WLS D1) |

## Vòng Bốn
Vòng này có sự tham gia của 14 đội thắng từ vòng Ba. Barry đi thẳng vào vòng Năm.
| Số thứ tự trận | Đội nhà                       | Tỉ số | Đội khách                 |
| -------------- | ----------------------------- | ----- | ------------------------- |
| 1              | Kidderminster Harriers (B&DL) | 6–1   | Colwyn Bay                |
| 2              | Oswestry Town (B&DL)          | 1–1   | Bangor City (B&DL)        |
| đá lại         | Bangor City (B&DL)            | 2–1   | Oswestry Town (B&DL)      |
| 3              | Buckley Town                  | 1–1   | Aberystwyth Town          |
| đá lại         | Aberystwyth Town              | 6–1   | Buckley Town              |
| 4              | Llay Welfare (W&DL)           | 4–3   | Hereford United (B&DL)    |
| 5              | Aberaman (WLS D1)             | 7–2   | Llanelly (WLS D1)         |
| 6              | Porth United (WLS D1)         | 2–2   | Lovell's Athetic (WLS D1) |
| đá lại         | Lovell's Athetic (WLS D1)     | 2–3   | Porth United (WLS D1)     |
| 7              | Gelli Colliery                | 1–2   | Gwynfi Welfare (WLS D1)   |

## Vòng Năm
Vòng này có sự tham gia của 5 đội thắng từ vòng Bốn cùng với Barry. Porth United và Llay Welfare đi thẳng vào vòng Sáu.
| Số thứ tự trận | Đội nhà                       | Tỉ số | Đội khách            |
| -------------- | ----------------------------- | ----- | -------------------- |
| 1              | Kidderminster Harriers (B&DL) | 15–2  | Aberystwyth Town     |
| 2              | Aberaman (WLS D1)             | 3–4   | Barry (WLS D1 & SFL) |
| 3              | Gwynfi Welfare (WLS D1)       | 3–7   | Bangor City (B&DL)   |

## Vòng Sáu
Vòng này có sự tham gia của 3 đội thắng từ vòng Năm, Porth United, Llay Welfare cùng với 11 đội bóng mới.
| Số thứ tự trận | Đội nhà                | Tỉ số | Đội khách                     |
| -------------- | ---------------------- | ----- | ----------------------------- |
| 1              | Llay Welfare (W&DL)    | 2–9   | Crewe Alexandra (FL D3N)      |
| 2              | Shrewsbury Town (B&DL) | 1–2   | Kidderminster Harriers (B&DL) |
| 3              | Chester (FL D3N)       | 4–1   | Southport (FL D3N)            |
| 4              | Porth United (WLS D1)  | 0–5   | Newport County (FL D3S)       |
| 5              | Bristol City (FL D3S)  | 1–2   | Swansea Town (FL D2)          |
| 6              | Barry (WLS D1 & SFL)   | 3–1   | Cardiff City (FL D3S)         |
| 7              | Wrexham (FL D3N)       | 1–2   | Rhyl (CCL)                    |
| 8              | New Brighton (FL D3N)  | 3–2   | Bangor City (B&DL)            |

## Vòng Bảy
| Số thứ tự trận | Đội nhà                  | Tỉ số | Đội khách                     |
| -------------- | ------------------------ | ----- | ----------------------------- |
| 1              | Newport County (FL D3S)  | 7–0   | Swansea Town (FL D2)          |
| 2              | Crewe Alexandra (FL D3N) | 2–1   | Chester (FL D3N)              |
| 3              | Barry (WLS D1 & SFL)     | 2–0   | Kidderminster Harriers (B&DL) |
| 4              | Rhyl (CCL)               | 3–0   | New Brighton (FL D3N)         |

## Bán kết
Bán kết được tổ chức ở địa điểm trung lập: Rhyl và Newport County thi đấu tại Shrewsbury, trong khi Crewe Alexandra và Barry Town thi đấu tại Cardiff.
| Số thứ tự trận | Đội nhà                  | Tỉ số | Đội khách               |
| -------------- | ------------------------ | ----- | ----------------------- |
| 1              | Rhyl (CCL)               | 3–2   | Newport County (FL D3S) |
| 2              | Crewe Alexandra (FL D3N) | 2–1   | Barry (WLS D1 & SFL)    |

## Chung kết
Cả trận Chung kết và trận đá lại đều diễn ra ở Chester.
| Số thứ tự trận | Đội nhà                  | Tỉ số | Đội khách  |
| -------------- | ------------------------ | ----- | ---------- |
| 1              | Crewe Alexandra (FL D3N) | 1–1   | Rhyl (CCL) |
| đá lại         | Crewe Alexandra (FL D3N) | 3–1   | Rhyl (CCL) |